# Sans filtre (web-série)
 (février 2019).
 (mai 2022).
Sans filtre est une série web d'entrevues vidéo, produite par Urbania, qui a pour objectif de réunir, autour d'un café, des spécialistes et des acteurs de l'actualité pour discuter d'enjeux-socioculturels. La série est animée par Rose-Aimée Automne T. Morin, qui questionne ses invités à propos d'un sujet sensible, délicat, controversé ou tabou. L'objectif est de favoriser les échanges, susciter le débat et faire évoluer les idées autour des enjeux abordés, dans le cadre d'une discussion sans filtre et sans tabou.

## Équipe
Producteur : Urbania
Animation : Rose-Aimée Automne T. Morin